# Јован Владимир
Јован Владимир (Дукља, око 990 — Преспа, 22. мај 1016) био је српски владар Дукље, најмоћније српске кнежевине тог доба, од 998. до 1016. године.
Био је познат као побожан, праведан и мирољубив владар, који је пострадао због неправде. Стога је поштован као светац и мученик, а у Српској православној цркви се празнује 22. маја по старом, односно 4. јуна по новом календару, као Свети мученик Јован Владимир, кнез Српски.
За вријеме његове владавине вођен је дуготрајни рат између Византије и Самуиловог царства. Владимир је био у добрим односима са Византијом, што му није помогло да сачува своју земљу од цара Самуила, који је освојио Дукљу око 1010. године, а кнеза Владимира утамничио.
Према Љетопису попа Дукљанина, Самуилова кћерка Теодора Косара је, завољевши заробљеног кнеза, молила оца да је уда за њега. Цар је дао Косару за жену Владимиру, а затим свог новопеченог зета вратио на дукљански пријесто да влада као његов вазал. Владимир није учествовао у ратним походима свога таста. Рат је кулминирао 1014. године византијском побједом над Самуилом и недуго након тога његовом смрћу. По наређењу Самуиловог синовца Јована Владислава, који је преузео власт над царством 1015. године, Владимир је убијен 22. маја 1016. године. Одрубљена му је глава испред цркве у Преспи, царске пријестонице, гдје је и сахрањен.
Косара је пренијела његове мошти у манастир Пречиста Крајинска, близу његовог двора на југоистоку Дукље. Од 1381. године мошти су чуване у манастиру Светог Јована Владимира код Елбасана, а од око 1995. године у православној саборној цркви у Тирани. Свечеве мошти се сматрају хришћанским реликвијама и привлаче многе вјернике, нарочите на дан празновања, када се његове мошти односе у манастир код Елбасана, гдје се на тај дан окупи велики број вјерника.
Свети Јован Владимир се сматра првим српским свецем и небеским заштитником града Бара. Његово најстарије, данас изгубљено житије настало је у Дукљи вјероватно између 1075. и 1089. године; сачувано је у скраћеном облику у Љетописа попа Дукљанина, написаном на латинском. Грчко житије, засновано на усменим предањима, објављено је 1690. године, а превод истог на црквенословенски, уз извјесне исправке, штампан је 1802. На иконама се светац обично представља као краљ у владарском руху са круном на глави, са крстом у десној, а својом одрубљеном главом у лијевој руци. Он је по предању сам донио своју главу на мјесто гдје је сахрањен. Владимиров крст за који се вјерује да га је држао у рукама за вријеме погубљења, сматра се хришћанском реликвијом. Крст се традиционално чува у породици Андровић из Вељих Микулића код Бара. Сваке године на Тројичин дан износи се пред литијом на врх планине Румије.
По њему је назван Орден Светог Јована Владимира.

## Биографија
Дукља је била раносредњовјековна српска кнежевина чија се територија већим дијелом поклапала са данашњом Црном Гором. Моћ Дукље знатно се повећала након распада државе српског кнеза Часлава, до којег је дошло по његовој смрти око 943. године. Обим Чаславове Србије није поуздано утврђен, али се зна да је укључивала Рашку и Босну. Рашка је потпала под политичку доминацију Дукље, заједно са сусједним српским кнежевинама Травунијом и Захумљем. Византинци су Дукљу често називали Србијом.
Јован Владимир ступа на пријесто око 1000. године, наслиједивши још у дјечачком узрасту свог оца Петрислава. Петрислав син Хвалимиров, се сматра првим дукљанским владарем, чије се постојање може потврдити примарним историјским изворима, који такође наговјештавају да је он био у блиским односима са Византијом. Дукља се састојала од двије области, Зете на југу и Подгорја на сјеверу. По мјесном предању Владимиров двор се налазио на брду Краљич код села Коштањица близу Скадарског језера, у предјелу званом Крајина на југоистоку Црне Горе. У близини Краљича налазе се остаци цркве Пречисте Крајинске, која је постојала већ у Владимирово вријеме. Према Данијелу Фарлатију, црквеном историчару из 18. вијека, двор и резиденција српских владара некада се налазила у Крајини.
Његова владавина описана је у 36. поглављу Љетописа попа Дукљанина, која је завршена између 1299. и 1301. године; кратко 34. и 35. поглавље баве се његовим оцем и стричевима Драгомиром и Мирославом. Ова три поглавља Љетописа се вјероватно заснивају на изгубљеној Владимировој биографији написаној у Дукљи негдје између 1075. и 1089. године. И Љетопис и Јован Скилица, византијски историчар из 11. вијека, описују Владимира као мудрог, побожног, праведног и мирољубивог владара.
Владимирово појављивање на историјској сцени дешава се током дуготрајног рата између византијског цара Василија II (владао 976–1025) и цара Самуила (980—1014). Чини се да је Василије II настојао да ангажује и друге балканске владаре за борбу против Самуила, те да је из тог разлога одржавао контакте и са дукљанским кнезом. Српско посланство, чији је долазак у Цариград око 992. године забиљежен у једној повељи манастира Велика Лавра из 993, по свој прилици дошло је Василију управо из Дукље.
Василије је 1004. или 1005. године од Саумуила вратио град Диракијум, главно утврђење на јадранском обали, јужно од Дукље. Од 1005. године, Василије је контролисао приобалне земље сјеверно и јужно од града, у саставу византијке теме Диракијум. Византија је успоставила територијални контакт са Дукљом кнеза Владимира, која се већ граничила и са темом Далмацијом, коју су чинили јадрански градови сјеверозападно од Дукље. Млетачка република, савезник Византије, војно је интервенисала у Далмацији 1000. године како би заштитила градове од напада Хрвата и Неретљана. Млетачку владавину над Далмацијом у име Василија цар је потврдио 1004. или 1005. године. Светослав Суроња, млетачки савезник, крунисан је као хрватски краљ. Млетачка, далматински градови, Хрватска и Дукља биле су окупљене у чврст провизантијски блок, који је имао непосредну везу са Византијом преко Диракијума.
Блиске везе са Византијом нису помогле кнезу Владимиру. Самуило је напао Дукљу 1009. или 1010. у склопу похода који је за циљ имао разбијање провизантијског блока, који је могао да га угрози. Увидјевши да не може ништа огромној царској сили, Владимир се повукао са војском и народом на утврђено брдо Облик, југозападно од Скадарског језера. Према Љетопису Владимир је тамо учинио чудо: брдо је било пуно змија отровница, али када се он помолио Господу да спасе његов народ, њихов угриз је постао безопасан.
Самуило је оставио један дио војске да опсједа Облик, док је са осталим четама напао оближњи Улцињ који је припадао систему утврђења теме Диракијум. Владимир се послије извјесног времена предао, што се у Љетопису приписује његовој жељи да избави свој народ од глади и мача. Одмах је послат у затвор у Преспу, пријестоницу Самуилове државе у западној Македонији. Одуставши од опсаде Улциња, цар је усмјерио своје снаге према Далмацији при чему је допро све до Задра спаливши успут Котор и Дубровник, а у своју земљу се вратио преко Босне и Рашке. Посљедица овог похода било је привремено Самуилово заузимање Дукље, Травуније, Захумља, Босне и Рашке. Млетачке и непосредна византијска моћ у Далмацији је ослабила. Самуило је успио да разбије провизантијски блок.
Према Љетопису, док је Владимир окован венуо у преспанском затвору, молећи се дању и ноћу, приказао му се анђео Господњи који му прорече како ће ускоро бити ослобођен, али да ће касније умријети мученичком смрћу. Његова судбина у заточеништву затим је описана у виду романтичне приповијести у којој на сцену ступа Самуилова кћерка Теодора Косара. Њен сусрет са Владимиром испричан је у Љетопису на сљедећи начин:
И тако је једног дана царева кћер по имену Косара, потакнута од Светог Духа, пришла оцу и затражила да јој допусти да сиђе са својим слушкињама и опере главу и ноге окованим затвореницима, што јој је отац дозволио. Тако је сишла и почела је да обавља богоугодно дело. Тада је угледала Владимира и видевши да је лепог изгледа, смеран и скроман, и да је пун мудрости и богопоштовања, застала је да поразговара са њим, а његове речи су јој се учиниле слађе од меда и саћа.
Косара је затим усрдно молила оца да је уда за Владимира, а овај јој је без одуговлачења изашао у сусрет. Цар је након кћеркине удаје вратио Дукљу свом новом зету. У стварности, овај брак је могао бити резултат политичке процјене Самуила, који је можда сматрао да ће му Владимир као зет бити вјернији вазал. Ријешивши на овај начин питање Дукље, цар се могао боље концентрисати на Македонију и Тесалију, гдје је било главно жариште његовог сукоба са Византијом. У Љетопису се тврди да је Самуило повјерио Владимиру и цијело подручје Диракијума. Могуће је да је кнезу повјерена сјеверна област тог подручја, која је само дјелимично била под Самуиловом влашћу. Једна кратка напомена Јована Скилице о Владимиру сугерише да је кнез на управу добио и дио Рашке, а можда и читаву ту област. Његовом стрицу Драгимиру, владару Травуније и Захумља, који се пред Самуиловом војском повукао на неку планину, цар је такође дозволио да настави владати као његов вазал.
Након тога, како биљежи Љетопис, „Владимир је тако живио са својом женом Косаром у потпуној светости и чедности, љубећи Бога и служећи му и ноћу и дању, и владао је својим народом који му је повјерен праведно и у страху од Бога”. Ништа не указује на то да је Владимир на било који начин учествовао у ратним напорима свог таста. Вишедеценијски сукоб кулминирао је Самуиловим поразом од Византинаца у бици на Беласици 1014, а цар умире 6. октобра исте године. Наслиједио га је син Гаврило Радомир, чија је владавина била кратког вијека: убио га је 1015. његов брат од стрица Јован Владислав, и преузео власт над царством; недуго потом убио је и Радомирову жену. Владислав шаље гласнике Владимиру са захтјевом да дође на царски двор у Преспу, али Косара одговара мужа од тог пута и сама одлази тамо. Цар је прима са почастима те наново позива кнеза да дође, шаљући му златни крст на коме се заклео да му ништа нажао неће учинити. Љетопис биљежи Владимиров одговор на овај позив:
Знамо да Господ наш Исус Христ, који је за нас страдао, није на златном или сребрном крсту распет, него на дрвеном. Дакле, ако је твоје обећање искрено и твоје речи истините, пошаљи ми по монасима дрвени крст и уздајући се у помоћ Господа нашег Исуса Христа и полажући наду у живи крст и вредно дрво, доћи ћу.
Два епископа и један пустињак дођоше дукљанском кнезу, предадоше му дрвени крст, те потврдише да се на њему цар заклео да му никаква зла од њега неће бити. Владимир пољуби крст и стави га у своја њедра, па с малом пратњом крену у Преспу. Чим је стигао тамо, 22. маја 1016. године, уђе у једну цркву да се помоли Богу. Изашао је из цркве држећи онај дрвени крст, а пред самим црквеним вратима га оборише Владиславови војници и одрубише му главу. Према Скилицину, Владимир је вјеровао Владиславовој заклетви, коју му је пренио бугарски архиепископ Давид. Затим је дозволио себи да упадне у Владиславове руке и буде погубљен. Мотив за ово убиство није сасвим јасан. Откад су поразили Самуила 1014, Византинци су добијали битку за битком, па је Владислав вјероватно сумњао или је био обавијештен да се Владимир спрема да обнови савезништво Дукље са Византијом. Ово савезништво би било посебно неповољно за Владислава због близине Дукље са Диракијумом, који је био циљ његових освајања.>
Владислав је почетком 1018. године водио неуспјешан напад на Драч, под чијим зидинама је погинуо. Према љетопису, током опсаде Драча Владимир се појавио пред Владиславом док је овај сједио за трпезом и вечерао. Кад је устао да бјежи зовући војнике да га спасу, Владимир га је убио. Исте 1018. године је византијска војска под вођством побједоносног цара Василија дефинитивно покорила задње остатке Самуилове царевине. Пошто Владимир и Косара нису имали дјеце, његов законити насљедник био је његов стриц Драгимир, травунијски кнез, који се у првој половини 1018. упутио са војском у Дукљу да се устоличи као њен владар. Кад је дошао у Котор, Которани су га на превару убили, а његови војници су се вратили у Травунију. Дукља се не појављује поново у изворима до тридесетих година 11. вијека. Неки историчари претпостављају да је око 1018. подложена директној византијској управи, док други вјерују да је остављена под неким домаћим владарем као вазална држава Византије.

## Култ
Јован Владимир је сахрањен у Преспи, у оној истој цркви испред које је убијен. Убрзо се прочуло да молитва код његовог гроба лијечи од разних слабости, и многи почеше долазити тамо да се помоле. Недуго након смрти, Јован Владимир је признат од Цркве за свеца и мученика, а за његов празник је одређен 22. мај. У то вријеме свеци су признавани без неког посебног обреда канонизације. Владимир је први владар неке српске државе који је уврштен међу свеце. Владари српске државе која ће се ширити око Рашке, из лозе Немањића, скоро сви ће бити канонизовани — почевши од утемељитеља династије, Стефана Немање.
Неколико година по Владимировој смрти, удовица Косара пренијела је његове мошти из Преспе у Пречисту Крајинску, цркву близу његовог двора у Крајини. Народ је почео масовно да походи ово светилиште. Косара се више није удавала; сахрањена је, по властитој жељи, у Пречистој Крајинској подно мужевљевих ногу. Око 1215. године — кад је Крајина била под влашћу српског великог жупана Стефана Првовјенчаног — мошти је вјероватно однијела из ове цркве у Драч војска епирског деспота Михаила I. Овај је у то вријеме накратко заузео Скадар, који је од цркве удаљен свега око 20 km. Јован Владимир је поменут у једном грчком црквеном тексту као светац заштитник Драча.
Драч је 1368. године од Анжујаца освојио албански великаш Карло Топија. Он је 1381. обновио у византијском стилу једну земљотресом порушену цркву у уској долини рјечице Куше, притоке ријеке Шкумбин — близу локације на којој ће у 15. вијеку бити подигнут град Елбасан у централној Албанији. Црква је посвећена светом Јовану Владимиру, како је обзнањено у мермерном натпису на грчком, српском и латинском језику, који је Топија поставио изнад јужног улаза цркве. Свечеве мошти чуване су у дрвеном ћивоту, смјештеном у три метра високој едикули у цркви.
Стојан Новаковић је тврдио да је Владимиров гроб од почетка био у цркви код Елбасана. Он је претпоставио да се земљотрес који је порушио стару цркву догодио током Топијине владавине, те да је Топија вратио мошти у обновљену цркву. Да је Владимир претходно био сахрањен у Дукљу, по Новаковићу, „нашао би се било ко за време потоњег српског господства да о њему што запише, или да га унесе међу српске светитеље.“ Новаковић није разматрао претпоставку да су мошти биле однесене из Дукље у Драч око 1215. Коментарисао је извјештај из љетописа по коме је Косара однијела Владимирово тијело „на мјесто које се назива Крајина, гдје је био његов двор“. Он се могао налазити на подручју Крајине у Дукљи прије него што је Владимир пао у заробљеништво. Међутим, након женидбе са Косаром двор му је могао бити близу Елбасана, у драчкој земљи коју му је повјерио Самуило. Сахрањен је близу овог другог двора, који је у љетопису замијењен његовим првим, крајинским двором.
Око цркве код Елбасана развио се православни манастир који ће у 18. вијеку постати сједиште новоформиране драчке архиепископије. Григорије, драчки архиепископ 1768–1772. године, написао је у овом манастиру Елбасанско јеванђеље, најстарије дјело православне књижевности на албанском језику. У новија времена, манастир је усљед неодржавања оронуо, а иза 1960. угашен је од стране комунистичког режима у Албанији; ћивот са свечевим моштима је 1967. склоњен у Цркву свете Марије у Елбасану. Манастир је у рушевном стању враћен Цркви током 1990-их, а рестаурација његове цркве и конака завршена је 2005. Од око 1995. мошти се чувају у саборној цркви у Тирани, а у манастир се враћају само за свечев празник.

Сваке године на празник светог Јована Владимира, 4. јуна по новом календару, велики број вјерника се окупља код манастира, којег Албанци колоквијално називају Шин-Ђон. У јутро тога дана ћивот са свечевим моштима се поставља насред цркве под балдахин и отвара. Након јутарње литургије свештеници обносе ћивот три пут око цркве с појањем, док их окупљени народ прати држећи запаљене свијеће у рукама. Ћивот се затим поставља пред цркву да би га вјерници цјеливали, при чему им се дијели памук који је држан у ћивоту од прошлогодишњег празника. Бројне су приче о исцјељењима болесних и бездјетних, како хришћана тако и муслимана, након молитве код свечевих моштију.

Свети Јован Владимир сматра се небеским заштитником новог града Бара на југоистоку Црне Горе, саграђеног на садашњој локацији 1976. године четири километра од старог Бара, који је разорен у рату и напуштен 1878. За његов празник улицама Бара пролази свечана литија уз црквене заставе и иконе, славећи свеца. На централном градском тргу у Бару постављена је 2001. године бронзана скулптура Краљ Јован Владимир висока 4 метра, рад академског вајара Ненада Шошкића. Иако је Владимир био само кнез, назива се краљем у Љетопису попа Дукљанина, као и у предању народа југоисточне Црне Горе; отуда је брдо за које се тврди да је на њему био Владимиров двор названо Краљич.

### Владимиров крст
Крст који је по предању онај на коме се Јован Владислав криво заклео, а Јован Владимир био погубљен, традиционално се чува у породици Андровић из Вељих Микулића код Бара. По Андровићима, тако је већ вијековима. Андровићи наводе да је крст, од тисовог дрвета, окован у сребро у Венецији у вријеме кад је народ барског краја све више прелазио на ислам (вјероватно крај XVI вијека). На путу за Венецију и назад чувала га је велика пратња. Дужина му је 45 cm, ширина 38 cm, дебљина 2,5 cm, а на његовом доњем крају углављена је кугла од месинга у коју се умеће штап кад се крст носи.
Руски истраживачи Иван Јастребов и Павле Ровински сматрају да се крст изворно чувао у Пречистој Крајинској, цркви у којој су у почетку чуване и Владимирове мошти. У јеку исламизације Крајине у 18. вијеку црква је срушена, а крст уступљен народу Крајине. Сматран за заштитника племена и симбол богате љетине, пажен је као највећа светиња и поред тога што су Крајињани прешли на ислам. По истраживањима Јастребова и Ровинског, крст су једном приликом од њих отели припадници сусједног племена Мркојевића. Кад су и ови прешли на ислам, повјерили су крст на чување својим православним сусједима, породици Андровић.
Сваке године на Тројичин дан крст светог Јована Владимира се пред литијом износи на врх планине Румије. Учесници у овој светковини окупљају се у Вељим Микулићима дан раније у поподневним сатима. Изношењу крста претходи богослужење у Цркви Светог Николе у Вељим Микулићима, које почиње у поноћ. Послије литургије креће се у поход стрмом стазом ка 1593 метра високом врху Румије. На челу литије је крст, кога носи члан породице Андровић, иза њега иде православни свештеник, па онда остали. Међу походницима су традиционално и католици и муслимани тог краја. Добро се пази да неко из колоне не иступи испред крста, јер се то сматра лошим знаком. Учесници у поворци пјевају: „Крсте носим, Бога молим, Господи помилуј.“
Некада је уз крст ишао барјактар Мркојевића, муслиман, са барјаком у лијевој и исуканим ножем у десној руци, спреман да брани крст ако би ико покушао да га отме. Мркојевићи су се нарочито прибојавали да би то Крајињани могли учинити. Крајем 19. вијека број муслимана који су учествовали у литији знатно се смањио, као посљедица утицаја њихових вјерских и политичких старјешина. За вријеме социјалистичке Југославије, литија није одржавана између 1959. и 1984. године.
По предању је на врху Румије некад била Црква свете Тројице, коју су срушили Турци; по другој верзији црква се срушила јер су у њој „згријешили момак и ђевојка“. Због тога је био обичај да походници на извјесној удаљености од врха узму камен и носе га до одредишта. Вјеровало се, кад се скупи довољно камења, црква ће се сама обновити. Црква свете Тројице стоји поново на врху Румије од 2005; освештала ју је Српска православна црква. Литија стиже на врх прије зоре, а у моменту изласка сунца почиње јутарња литургија. Послије обављених молитви, литија креће назад у Веље Микулиће, такође за крстом. Прије је био обичај да се учесници окупе на једној заравни 300 m од врха, гдје би провели неколико сати у весељу и спортским надметањима, те би се заложили са заједничке трпезе. Многи повратак искористе за сакупљање траве од Румије (Onosma visianii), чијем се коријену приписују разна љековита својства. По силаску са планине закрштава се извор Питин, који је око пола километра удаљен од Цркве Светог Николе, а литија затим обилази око цркве. Након завршетка литије, наставља се народно весеље у Вељим Микулићима. До сљедећег Тројичин дана, крст се чува на тајном мјесту. Некада су за њега знала само два најстарија мушка члана породице Андровић, а од око 2000. Андровићи имају одбор задужен за чување крста.

### Житије и иконографија
Најстарије сачувано житије светог Јована Владимира садржано је у 36. поглављу Љетописа попа Дукљанина. Ова на латинском написана хроника је, према новијим истраживањима, завршена између 1299. и 1301. године у Бару, који је тада био под влашћу српског краља Милутина Немањића. За аутора љетописа сматра се барски надбискуп Рудгер, који је вјероватно био поријеклом Чех. Он је 36. поглавље саставио као сажетак старијег Владимировог житија, написаног на латинском у Дукљи највјероватније између 1075. и 1089. Ово је период кад су дукљански владари из лозе Војислављевића настојали да од папе добију потврду своје краљевске власти, и да уздигну Барску епископију на ранг архиепископије. Они су кнеза Владимира представљали као светачког утемељитеља своје династије; према љетопису, били су потомци његовог стрица Драгимира. Војислављевићи су успјели у овим настојањима, иако Католичка црква није уврстила Владимира међу своје свеце. Упркос својој хагиографској природи, 36. поглавље садржи доста поузданих историјских података.
Грчко житије са службом светом Јовану Владимиру штампано је у Венецији 1690. у облику књиге, која ће бити прештампана уз мање измјене 1774. и 1858. Житије и службу написао је на основу усмених предања заступник охридског архиепископа Германа, Козма, који је боравио у манастиру Светог Јована Владимира код Елбасана. Козма ће 1694. бити рукоположен за митрополита Драча. Књиге са свечевим житијем и службом штампане у Венецији раздјељиване су из манастира другим православним црквама и појединцима. Служба је такође објављена 1741. у Москопољу, цинцарском центру у југоисточној Албанији, у склопу једне компилације посвећене свецима популарним у Албанији. Краће свечево житије, засновано на Козмином тексту, укључено је у синаксар који је саставио Никодим Светогорац, објављен у Венецији 1819. и Атини 1868. Козмин текст послужио је као основа за црквенословенске службе штампане у Венецији 1802. и Београду 1861. Ова друга је штампана у склопу трећег издања Србљака, зборника служби српским свецима, за које се старао митрополит београдски Михаило.
У житију које је написао Козма, светац се назива „Јован из Владимира“; отац му је био Немања (историјски, велики жупан Србије 1166–1196), а дјед Симеон (бугарски цар 893–927). Родитељи су га оженили кћерком Самуила, цара Бугарске и Охрида. Наслиједио је оца као цар Албаније, Илирије и Далмације. Након што је византијски цар Василије напао и поразио цара Самуила, цар Јован је поразио и натјерао на повлачење Василија. Јован се такође борио против јеретика богумила и месалијана. Од ране младости тежио је ка Божјем царству; молио се дању и ноћи, те се уздржавао од брачне постеље. Жена му је била јеретик као и њен брат, кога је подстицала да убије Јована. Једном приликом док је Јован јахао са шураком, овај га изненада удари мачем, али га није могао посјећи. Тек кад му је Јован дао свој мач, јеретик је успио да му одсијече главу. Јован је ухвати у ваздуху и настави да јаше према цркви коју је саградио близу Елбасана, гдје се често молио. Унио је главу у цркву и рекао: „Господе, у твоје руке предајем дух мој!“ Сахрањен је у тој цркви, која је од те 899. године поприште разних чудеса. Свечева благотворна моћ описана је у житију на сљедећи начин:
| ἐν ἑνὶ τόπῳ ὑπάρχει, καὶ ἐν ὅλω τῷ κόσμω ἐπικαλούμενος διάγει. ἐκεῖ ἐν τοῖς Οὐρανοῖς Χριστῷ τῷ Θεῷ παρίσταται, καὶ τῶν ἐνταῦθα οὐδ᾿ ὅλως ἀφίσταται. ἐκεῖ πρεσϐεύει, καὶ ὧδε ἡμῖν ϑριαμϐεύει. ἐκεῖ λειτουργεῖ, καὶ ὧδε ϑαυματουργεῖ. κοιμῶνται τὰ Λείψανα, καὶ κηρύττει τὰ πράγματα. ἡ γλῶσσα σιγᾷ, καὶ τὰ ϑαύματα κράζουσι. Τίς τοσαῦτα εἶδεν; ἢ τίς ποτε ἢκουσεν; ἐν τῷ τάφῳ τὰ ὀστέα κεκλεισμένα, καὶ ἐν ὅλῳ τῷ Κόσμῳ τὰ τεράστια ϑεωρούμενα. | На једном се месту налази, а осећа се у целом свету где год бива призван. Онамо на небу уз Христа Бога стоји, а овде се од нас ни најмање не удаљује. Онамо нас заступа, а овде с нама ликује. Онамо служи, а овде чуда твори. Почивају му мошти, а дела му се хоре; ћути му језик, а чудеса му кликују. Ко је видео тако што? Да ли је ко икад тако што чуо? Кости му затворене у гробници, а чудеса му се гледају у свему свету. |  |

Кондак који је уз друге молитвене пјесме записан у црквенословенској служби светом Јовану Владимиру објављеној у Србљаку, слави свеца на овај начин:
| Ꙗ́кѡ сокро́вищє многоцѣ́нноє и исто́чникъ то́чащъ зємни́мъ то́ки нєдѹ́ги ѿчища́ющыѧ։ и на́мъ подадє́сѧ тѣ́ло твоє̀ свѧщє́нноє, болѣ́знємъ разли́чнимъ пода́ющє исцѣлє́нїе и благода́ть божєствє́ннѹю притєка́ющимъ къ нє́мѹ, да зовє́мъ ѥмѹ́։ ра́дѹйсѧ кнѧ́жє Влади́мирє. | Као драгоцјена ризница и извор што тече земаљским токовима дајући здравље, даде нам се тијело твоје свештено, које дарује исцјељење од разних болести и божанску благодат свима који му с вјером приступају, да му весело кличемо: Радуј се, кнеже Владимире. |  |

Класични примјер иконографије светог Јована Владимира може се наћи у издању његовог грчког житија из 1858. На илустрацији у тој књизи светац је приказан како стоји под краљевском круном са двоструким љиљанским вијенцем, десном ногом на мачу. У десној руци држи крст, скиптар и маслинову грану, а у лијевој своју одрубљену главу под круном. Носи хермелинов огртач и хаљину са цвјетовима окићену крупним драгим камењем окруженим бисерима. У грчком тексту испод илустрације светац се назива Јован Владимир, благочастиви цар свеколике Албаније и Бугарске, грациозни чудотворац великомученик, и истински мироточац. У житију које је укључено у синаксар Никодима Светогорца, Јован Владимир је означен као цар Срба (τῶν Σέρβων βασιλεύς).
Свечев лик осликан је у светогорским манастирима Хиландар, Зограф и Филотеј; у бугарским манастирима Рила, Тројан и Лозен; у манастиру Свете Катарине на Синају; и у манастиру Арденица на југозападу Албаније. Христофор Жефаровић, сликар и графичар из Македоније, живописао је 1737. године цркву српског манастира Бођани у Бачкој. Јована Владимира осликао је у реду са неколико других светаца Срба, као младог човјека кратке браде са круном и скиптром. У истом реду стоји још један светац са подручја данашње Црне Горе, Стефан Штиљановић. Жефаровић је Јована Владимира уврстио међу владаре и свеце које је илустровао у свом дјелу Стематографија, издатом у Бечу 1741. Сљедеће године је израдио бакрорезну плочу са сценама Владимирових чуда, чији су графички отисци доспјели до домова великог броја православних вјерника широм Балкана. Свечев култ његован је у Македонији, нарочито током 18. вијека, када је Јован Владимир често осликаван на фрескама и иконама македонских цркава.

### Предања
За светог Владимира и његову жену Косару везују се разна предања, а једно од њих односи се на његову наводну титулу краља, коју су му додељивали и неки старији истраживачи. Тако на пример, Данијеле Фарлати назива Владимира краљем Срба: Vladimiri regis serblorum.
Неколико легенди о Јовану Владимиру забиљежено је у западној Македонији. По једној од њих, он је своју одсјечену главу донио у манастир Светог Јована Бигорскиог код Дебра. Сјеверно од Охрида, у жупи Дебарца, налази се село Песочани, а на једном шумовитом вису изнад села могу се видјети неке развалине на локалитету званом Владимирово. Ту је по легенди Владимир рођен, и ту је донио своју одрубљену главу. Близу Песочана налазе се остаци Цркве Светог Атанасија, чији је ктитор наводно био Владимир. Дан уочи његовог празника сабирао се народ код те порушене цркве, палио свијеће по њеним зидинама и молио се свецу.
Према легенди записаној у грчком житију светог Јована Владимира, он је подигао цркву код Елбасана. Мјесто гдје ће је саградити, усред густе шуме, показано му је од неког орла који је на глави носио као сунце сјајни крст. Своју одсјечену главу донио је у ту цркву и у њој је сахрањен. Једном су ћивот са његовим чудотворним моштима из цркве украли Франки. Ћивот се показао изузетно тешким, те су га једва успјели пренијели до ријеке Шкумбин, у коју су га бацили да би га спустили до мора. Ћивот се, међутим, вратио узводно у притоку Кушу ширећи свјетлост око себе, те су га околни становници извадили из воде и са литијом вратили у цркву.
Са Владимиром би могла имати везе легенда коју је Бранислав Нушић забиљежио у Корчи, граду у југоисточној Албанији близу границе са Македонијом: „Више Корче, на високом брегу, налази се нека развалина, биће стари град. Ту је седео неки краљ, латинин, па је просио у цара, који је близу његове државе био, ћер, која је била православне вере. Она је пристала да пође за њ, ама ако прво сазида православну цркву. Он то учини, и сазида код Корче цркву Панагију. Девојка се уда за њ, али га прво вече убије на спавању. Она оде после, па се покалуђери, а његово тело негде однесу. Није тамо сахрањено.“ Македонски Словени са острва Аил на Малом Преспанском језеру у Грчкој, причали су о неком цару званом Мирче који је живио на њиховом острву. Убио га је братучед из зависти, а мошти су му однесене „преко Охрида у Арнаутлук“.

## У књижевности
Владимирово житије у Љетопису попа Дукљанина обрадио је Павле Ритер Витезовић у књижици на латинском Vita et martyrium B. Vladimiri, Croatiae regis (Живот и мучеништво блаженог Владимира, краља Хрватске), штампаној 1705. године у Загребу. Витезовић, који је тврдио да су сви Јужни Словени у ствари Хрвати, изразио је у посвети књижице жаљење „што је легенда о св. Владимиру, краљу Црвене Хрватске, остала пуку Бијеле Хрватске слабо позната, те га само грчка црква слави.“ Андрија Качић Миошић, инспирисан Владимировим житијем у љетопису, саставио је „Писму од краља Владимира“ коју је уврстио у своје дјело Разговор угодни народа словинскога, објављено средином 18. вијека. У њој је Качић у десетерцу опјевао Владимирово тамновање, љубав између њега и Косаре, Самуилов благослов њиховог брака и свадбу. У Будиму је 1829. године објављена драма Владимир и Косара Лазе Лазаревића. Истоимени либрето за оперу излази из пера Петра Прерадовића средином 19. вијека. Јован Владимир је присутан у трагедији Владислав Јована Стерије Поповића. Стојан Новаковић пише о њему у свом дјелу Први основи словенске књижевности међу балканским Словенима објављеном 1893. године.
У склопу збирке романсираних хроника Из књига староставних Стевана Сремца, издате 1903. године, налази се и хроника „Владимир Дукљанин“. Из исте године је пјесма „Владимир и Косара“ бугарског пјесника Кирила Христова. Кнез Никола га спомиње у својој драми у стиховима Балканска царица, у пјесми „Похвала Зети“. У Београду је 1925. године издата Читанка о Светоме краљу Јовану Владимиру, коју је приредио епископ Николај (Велимировић). Умјетнички лик Јован Владимира присутан је у другом дијелу трилогије Самуил бугарског писца Димитра Талева, објављене 1965. године. Опјевали су га и српски писци новије генерације Милован Витезовић и Момир Војводић.